# SH900i
FOMA SH900i（フォーマ・エスエイチ きゅう まる まる アイ）は、シャープによって開発された、NTTドコモの第三世代携帯電話 (FOMA) 端末製品である。

## 概要
900iシリーズとしてF900i、N900i、P900iに次ぎ、4番目に発売された。外部メモリーはminiSDカードに対応しており、ドコモの発表では128MBまで対応している。また、液晶のシャープらしく、高解像度の240×320ドットメイン液晶を採用している。また、携帯電話では初となる機能として、Word、Excel、PDFといったPCデータを携帯で見る事が出来るピクセル・ブラウザーを搭載している。
iアプリは「パイロットになろう!SH」、「キティDEリモコン2」等のiアプリがプリインストールされている。iアプリに関してはキラーコンテンツは乗らないが、iアプリの動作速度は900iシリーズの中では速い方である。
FOMAの端末としては第三世代に当たり、シャープ製のFOMA端末としてはSH2101V（PDAタイプ）以来約2年ぶりで、音声端末としては初めてになる。50xシリーズのSH505i及びSH505iSの影響を受けている。900iシリーズ共通の特徴として、QVGA液晶とメガピクセルカメラ搭載である。iアプリは505相当をさらに拡張した500KB（ダウンロード100KB、スクラッチパッド400KB）の仕様になった。電池の消耗が早くiモーションの容量が少ない。
試供品として16MBのminiSDが付属した。

## 仕様
形状はこの機種の前世代に当たるSHシリーズのSH505iSの形を強く引き継いでいる。丸みを帯びた形状と塗装の質感はSH505iSそのもので、折りたたみ式を採用している点も同様である。またSH505iSと同様の1.2インチのカラーサブ液晶を搭載しているほか、サブ液晶の周辺にも同様にボタンが3つ配置されており、メニューやメールの閲覧の操作を本体を開かずに行うことができる。後継のSHシリーズでは、回転2軸ヒンジ方式の採用等により、パネル面にボタンを配置することがなくなり、開かずに操作を行うことができる、現時点では最後の機種になっている。
色はブルーをメインカラーとして、シルバー、レッドの3色があり、ブルーとレッドは原色の塗装となっている。
電池は3.7V、800mAhのリチウムイオン二次電池を採用しているが、900iシリーズでは780mAhのD900iに次いで容量が少ないものの、従来のシリーズに比べて全体的に電池の容量が増加したため、505iSシリーズと比較するとSHではSH505i及びSH505iSの700mAhから、100mAh増加している。充電時間は約120分で、専用のホルダーまたはFOMAシリーズ共通の充電プラグで充電が可能である。この電池では満充電時で音声電話が約140分、テレビ電話が約90分、連続待受時間が静止時で約480時間、移動時で380時間である。
カメラはメインとなるアウトカメラと、サブとなるインカメラを備えており、アウトカメラは900iシリーズでは最高のCCD約200万画素を採用しているほか、オートフォーカスにも対応している。インカメラはテレビ電話用となっており、約11万画素のCMOSとなっている。アウトカメラの性能は、1/2.7インチのCCD素子で、レンズのF値は2.8。ストロボは搭載していないものの、撮影中は3原色を組み合わせたLEDによって7色の発光が可能であり、補助光源として使用できる。ズームは光学ズームは搭載せず、デジタルズームのみとなっている。静止画で撮影可能なサイズはアウトカメラで次の8種類。176×144（QCIF）、352×288（CIF）、320×240（QVGA）、160×120（サブ液晶の寸法）、640×480（VGA）、1024×768（XGA）、1280×960（SXGA）、1632×1224（最大サイズ）。撮影画像の保存先は本体の内蔵メモリのほかに、miniSDにも指定できる。また、動画の撮影にも対応し、形式は従来SHシリーズで採用していたNANCYからiモーションの規格に対応したMP4（3GPP）へと変わった。録画時間に制限は無く、大容量のminiSDを保存先として指定することによって電池が切れるまでの撮影が可能である。動画のフレームレートは毎秒15コマで、128×96、176×144、240×176、320×240のサイズでの録画に対応している。録画時間の目安としては、16MBのminiSDで約5分、128MBのminiSDで約40分である。
スピーカーは本体背面についており、出力はモノラルである。

## 歴史
- 2003年11月20日：電気通信端末機器審査協会 (JATE)通過
- 2003年12月18日：D900i・F900i・P900i・N900iと同時にドコモよりプレスリリース
- 2004年2月16日：技術基準適合証明 (TELEC)通過
- 2004年3月20日：900iシリーズの4番目の機種として発売を開始した。発売は日本のみで、この日に日本全国で一斉に発売された。